# The Darkest Hour
The Darkest Hour (titulada La hora más oscura en España y Argentina; y La última noche de la humanidad en Hispanoamérica) es una película de ciencia ficción rusoestadounidense de 2011 dirigida por Chris Gorak y producida por Timur Bekmambetov. La trama se centra en un grupo de jóvenes que viajan a Moscú en el preciso momento que llega una invasión alienígena. La película se estrenó el 25 de diciembre de 2011 en Estados Unidos.

## Argumento
Ben y Sean (Max Minghella y Emile Hirsch) son dos jóvenes estadounidenses que viajan a Moscú para patentar y comercializar un software/aplicación social junto con Skyler (Joel Kinnaman), un joven sueco que los traiciona, al vender el producto como suyo.
Mientras están en la ciudad, deciden ir a un club nocturno donde conocen a Natalie y Anne (Olivia Thirlby y Rachael Taylor). De pronto, se produce un apagón que afecta a Moscú en general y, cuando salen a la calle, contemplan lo que parece ser una aurora boreal que resulta ser unas bolas luminosas que descienden y se dividen al mismo tiempo. Sin embargo, esas "luces" resultan ser alienígenas que desintegran a todo aquel que se encuentra a su paso con emisiones de microondas, causando pánico entre la población.
Ben, Sean, Natalie y Anne se esconden en el almacén del club, lugar donde también se encuentra Skyler, quien logró entrar usando a su compañera como sacrificio humano. Tras siete días, y con la mayor parte de su comida desaparecida, el grupo abandona el club y encuentra la ciudad llena de coches quemados y cenizas, pero vacía de gente. Mientras buscan suministros en un coche de policía de la Militsiya, logran ocultarse de un extraterrestre ya que a medida que se acerca, las luces y la sirena del coche se enciendan; Sean deduce que las bombillas y otras tecnologías delatan a los extraterrestres. El grupo se refugia en un centro comercial donde Sean y Natalie se topan con un extraterrestre que no puede verlos a través de una pared de cristal y nuevamente Sean teoriza que los extraterrestres solo pueden ver su carga eléctrica, por lo que el cristal u otros aislantes interfieren con su visión.
El grupo encuentra la embajada de Estados Unidos destruida pero allí descubren un diario de a bordo les dice que la invasión es global. También descubren una radio que transmite un mensaje en ruso. Durante su búsqueda, ven una luz en un edificio de apartamentos cercano y van a investigar pero en el camino son interceptados por extraterrestres; Skyler, intentando enmendar sus acciones pasadas, distrae a los extraterrestres, quienes lo asesinan mientras los demás logran huir. 
Una vez en el edificio, conocen a una joven llamada Vika y a un hombre llamado Sergei, un ingeniero eléctrico. Sergei ha convertido su apartamento en una gigantesca jaula de Faraday que oculta a todos de los extraterrestres. También ha desarrollado una pistola de microondas que debilita el campo de fuerza de un extraterrestre, de modo que realmente se lo puede ver y matar. Vika y Sergei traducen el mensaje de radio, que dice que un submarino nuclear está esperando en el río Moscú para llevar a los supervivientes a un lugar seguro, pero que se marchará pronto.
Vika, Natalie y Anne van a otros apartamentos para recoger suministros. Un extraterrestre los detecta fuera de la jaula de Faraday y los persigue, lo cual hace que Anne se deje dominar por el pánico y regrese a la jaula sin activarla, permitiendo que el extraterrestre entre, Sergei dispara al extraterrestre con su arma, sin éxito, ya que aunque logra lastimarlo carece de la potencia necesaria, por lo que el alienígena lo mata mientras los demás escapan. Anne también muere en la persecución que siguió y para defenderse, Natalie prende fuego al apartamento y se encuentra con Vika.
El grupo se encuentra después con policías rusos que consiguen herir a un extraterrestre con armas convencionales ya que han aprendido que hacer tierra mientras atacan los debilita temporalmente, también les muestran como es que desde su llegada han usado dispositivos antigravitacionales para fundir y extraer desde el subsuelo yacimientos de metales y minerales de alta conductividad, lo que parece ser el objetivo de su invasión. Sean recoge un trozo del cuerpo del extraterrestre mientras la pequeña banda de policías se compromete a ayudar al grupo a llegar al submarino, sin embargo, mientras avanzan por el metro, un extraterrestre los descubre y mata a Ben.
Los supervivientes usan una barca patrullera para navegar río abajo hasta el submarino que los espera; pero cuando están cerca del submarino encallan y un ataque alienígena vuelca el barco. Sean y los policías nadan hacia el submarino, pero descubren que Natalie no está. Sean decide rescatarla aunque con ello pierda su oportunidad de escapar. Los policías acceden a ayudarlo y la tripulación del submarino, tras expresar sus dudas sobre el rescate, ayuda construyendo otro cañón de microondas con baterías más potentes.
Sean encuentra a Natalie en un autobús mientras los policías y Vika comienzan a destruir alienígenas con las armas de microondas. Durante la batalla, Sean descubre la debilidad de las criaturas cuando arroja un trozo del alienígena herido que recogió a otro, matándolo. Los dos detienen el autobús y evitan por poco una colisión.
Después de regresar al submarino, el equipo de policía decide quedarse y luchar por la ciudad. Mientras tanto, Sean, Natalie y Vika planean difundir lo que han aprendido sobre los extraterrestres al resto del mundo. Sean y Natalie, los únicos supervivientes del grupo original, casi se besan hasta que Vika se burla y rompe la tensión romántica en un momento desenfadado. En la última escena, se enteran de que varios grupos de resistencia están luchando en diferentes ciudades de todo el mundo.

## Reparto
- Emile Hirsch es Sean.
- Olivia Thirlby es Natalie.
- Max Minghella es Ben.
- Rachael Taylor es Anne.
- Joel Kinnaman es Skyler.
- Gosha Kutsenko es Matvei.
- Veronika Vernadskaya es Vika.
- Dato Bajtadze es Sergei.
- Nikolay Efremov es Sasha.
- Pyotr Fyodorov es Anton Batkin.
- Georgiy Gromov es Boris.
- Artur Smolyaninov es Yuri.
- Anna Rudakova es Tess.

## Producción
The Darkest Hour está dirigida por Chris Gorak y producida por Timur Bekmambetov, quien aseguró que pretendía hacer una película sobre alienígenas desde una perspectiva rusa.
El presupuesto del film es de 30 millones de dólares y comenzó a rodarse en Moscú el 18 de julio de 2010. La producción hizo uso de recursos de la compañía Bazelevs. El rodaje tuvo que ser suspendido temporalmente durante tres semanas por la ola de incendios que afectó a Moscú y al óblast. En septiembre de 2010 finalizó el rodaje, y se anunció que la fecha del estreno sería el 7 de abril de 2011, sin embargo se retrasó hasta el 25 de diciembre por algunas dificultades.

## Recepción
La película obtuvo críticas negativas en su mayoría. Los críticos hicieron hincapié en un guion lleno de lagunas y la ausencia de un personaje convincente, además de la carente imaginación. En Rotten Tomatoes recibió una nota del 11%.